# Чарльз Ферстер
Чарльз Боріс Ферстер (англ. Charles Bohris Ferster; нар. 1 листопада 1922, Фріголд-Боро, США — 3 лютого 1981, Вашингтон, США)  — американський психолог; піонер у галузі прикладного аналізу поведінки. Розвинув концепцію «навчання без помилок». Видав у співавторстві з Берресом Скіннером революційну книгу «Графіки підкріплення» (1957).

## Біографія
Народився 1 листопада 1922 року у місті Фріголд-Боро, що в штаті Нью-Джерсі. Був другим сином у сім'ї Джуліуса та Моллі Ферстер.
У 1947 році отримав ступінь бакалавра в Університеті Рутгерса, за рік після цього — ступінь магістра в Колумбійському університеті.
Довгий час працював з Берресом Скіннером в Гарвардському університету (1950—1955), де вони разом заснували журнал експериментального аналізу поведінки.
Перебуваючи в Гарварді, він почав використовувати свій «безпомилковий метод» навчання на тваринах, а також використовував терапію модифікації поведінки на пацієнтах з депресією та ожирінням.
У 1955—1957 рр. — працює в лабораторії Єркса, що в Атланті, штат Джорджія.
У 1958 році отримав ступінь доктора філософії у Колумбійському університеті.
Працюючи в медичній школі університету Індіани з 1957 по 1962 рік, Ферстер почав використовувати безпомилковий метод навчання на дітях з аутизмом.
У 1962—1968 рр. — працює в Інституті дослідження поведінки, що у Сілвер-Спрінзі, Меріленд. Спочатку як виконавчий директор, згодом як заступник директора, пізніше — як старший науковий співробітник.
У 1967—1968 рр. — професор психології Джорджтаунського університету (Вашингтон, округ Колумбія).
З 1969 року і до смерті — професор психології Американського університету (там само).
Помер 3 лютого 1981 року у віці 58 років у Вашингтоні, округ Колумбія.
Робота Ферстера вплинула на інших дослідників у галузі прикладного аналізу поведінки, таких як Дональд Бер, Сідні Біжу, які разом заснували журнал прикладного аналізу поведінки в Університеті Канзасу, а також на Івара Ловааса, який практично застосовував процедури Ферстера у лікуванні дітей-аутистів в Каліфорнійському університеті, а також розробив методику раннього інтенсивного поведінкового втручання.

### Сім'я
Був двічі одружений.
Від першого шлюбу з Мерилін Ферстер мав чотирьох дітей — Білла, Андреа, Сем та Уоррен.
Еліс Зенофф Ферстер, професорка права університету Джорджа Вашингтона — друга дружина.

### Вибрані книги
- «Графіки підкріплення» (у співавторстві з Берресом Скіннером), 1957 р.;
- «Вступ до науки про поведінку людини», 1963 р.;
- «Принципи поведінки», 1968 р.

### Статті
- «Використання вільного операнта в аналізі поведінки», 1953 р.;
- «Позитивні зміцнення та поведінкові дефіцити дітей з аутизмом», 1961 р.;
- «Довільне та природне підкріплення», 1967 р.;
- «Експериментальний аналіз клінічних явищ», 1972 р.;
- «Клінічне підкріплення», 1972 р.;
- «Психотерапія з позицій біхевіориста», 1972 р.;
- «Функціональний аналіз депресії», 1973 р.;
- «Контроль прийому їжі, поведінкові методи лікування ожиріння», 1977 р.;
- «Лабораторна модель психотерапії», 1979 р.